# تقدیم به همه فرصت‌های ازدست‌رفته ما
«تقدیم به همه فرصت‌های ازدست‌رفته ما» (فرانسوی: À nos actes manqués‎) تک‌آهنگی از گروه سه‌نفرهٔ فردریکس گلدمن جونز است که در سال ۱۹۹۱ میلادی منتشر شد.
این ترانه از آلبومی به نام «فردریکس گلدمن جونز» است و موفق‌ترین ترانهٔ این گروه سه‌نفره محسوب می‌شود.
ترانه‌سرا و تهیه‌کنندهٔ این آهنگ ژان-ژاک گلدمن است. او در مصاحبه‌ای گفت که این ایدهٔ این ترانه در سفری به آنتی و تحت تأثیرِ سبک موسیقی زوک به ذهن او خطور کرد. او گفت که ترانه، شعری غم‌انگیز و آهنگی درخشان داشت.

## جدول و گواهی‌نامهٔ موسیقی
| جدول (۱۹۹۱)                   | بالاترین رتبه |
| ----------------------------- | ------------- |
| جدول تک‌آهنگ‌های فرانسه در SNEP | ۲             |

| کشور   | گواهی‌نامه | تاریخ | میزان فروش |
| ------ | --------- | ----- | ---------- |
| فرانسه | نقره‌ای    | ۱۹۹۱  | ۱۲۵٬۰۰۰    |